# Flavio Cobolli
Flavio Cobolli, né le 6 mai 2002 à Florence, est un joueur de tennis italien, professionnel depuis 2020.

## Carrière
Fils de Stefano Cobolli, ancien joueur professionnel classé 236e en 2003, Flavio Cobolli a joué au football avec l'AS Roma jusqu'à l'âge de 13 ans.
Il est quart de finaliste des Internationaux de France junior en 2019 puis remporte le tournoi en double en 2020 avec Dominic Stricker après avoir échoué en finale l'année précédente avec le même partenaire.
Il rencontre une progression rapide en 2021 pour sa première saison complète au niveau professionnel avec un titre en Futures à Antalya, deux finales en Challenger à Rome et Barletta, ainsi qu'une victoire sur Marcos Giron au tournoi ATP de Parme. En mars 2022, il s'impose sur la terre battue de Zadar contre le Polonais Daniel Michalski et intègre le top 150.
Quart de finaliste à Munich en 2023 et battu au premier tour à Roland-Garros par Carlos Alcaraz, il enregistre ses principales victoires sur le circuit secondaire en fin de saison avec un titre à Lisbonne et une finale à Olbia. Ces résultats lui permettent de se qualifier pour le Masters Next Gen de Jeddah où il remporte un match en poule contre Dominic Stricker pour deux défaites.
Récemment entré dans le top 100, il commence l'année 2024 par un troisième tour à l'Open d'Australie en étant issu des qualifications où il écarte le 18e mondial Nicolás Jarry (6-4, 3-6, 6-3, 2-6, 7-5) puis le Russe Pavel Kotov. Il atteint ensuite les quarts de finale à Montpellier, Delray Beach et le 3e tour du Masters 1000 de Madrid après des victoires sur les Chiliens Alejandro Tabilo et Nicolás Jarry.
Il joue sa première finale en carrière début août 2024 à Washington, se débarrassant de l'ancien Top 10 David Goffin (7-6, 6-3) puis de l'Espagnol Alejandro Davidovich Fokina (1-6, 7-6, 7-6). Il lutte de nouveau en trois manches contre les serveurs Américains Alex Michelsen (7-5, 3-6, 7-6) et Ben Shelton (4-6, 7-5, 6-3), tête de série numéro deux du tournoi mais tombe contre le troisième Sebastian Korda alors qu'il mène en finale (6-4, 2-6, 0-6).
Il confirme ses progrès à Bucarest en avril 2025 où il perd son seul set de la semaine contre le vétéran Richard Gasquet qui joue sa dernière saison sur le circuit (6-4, 4-6, 6-1) et en se montrant performant contre le qualifié Filip Misolic (7-6, 6-4), le Bosniaque Damir Džumhur (6-3, 6-0) et le terrien Sebastián Báez, vainqueur en février à Rio et finaliste à Santiago (6-4, 6-4). Ce faisant, il remporte son premier titre en carrière et devient le premier Italien à remporter le tournoi depuis sa création en 1993. Fin mai, il est mal embarqué au premier tour du tournoi d'Hambourg contre le repêché Ukrainien Vitaliy Sachko mais renverse la situation (5-7, 6-2, 6-2) puis sort l'Espagnol Alejandro Davidovich Fokina, demi-finaliste à Monte-Carlo (6-4, 7-5). Il écarte un nouvel Espagnol, le vétéran Roberto Bautista-Agut (7-6, 6-0) ainsi que l'ancien quart de finaliste de Roland-Garros, Tomás Martín Etcheverry (2-6, 7-5, 6-4) pour jouer sa deuxième finale en deux mois. Il ne se laisse pas impressionner contre l'ancien vainqueur et Top 10 Andrey Rublev et s'offre son deuxième titre en carrière (6-2, 6-4), le premier en ATP 500.
Il rentre dans le Top 20 à l'issue de son parcours à Wimbledon. Impérial, il ne lâche aucune manche sur ses premiers tours contre le qualifié Kazakhstanais Beibit Zhukayev (6-3, 7-6, 6-1), l'invité local Jack Pinnington Jones (6-1, 7-6, 6-2) et le jeune Tchèque Jakub Menšík (6-2, 6-4, 6-2), vainqueur à Indian Wells cette année-là. Pour son premier huitième de finale en Grand Chelem, il écarte le vétéran et ancien finaliste Marin Čilić (6-4, 6-4, 6-7, 7-6) qui a battu précédemment le numéro quatre Jack Draper pour accéder aux quarts de finale et rencontre la légende Novak Djokovic, sept fois vainqueur ici. Il effectue un bon match mais doit céder contre le vétéran Serbe (7-6, 2-6, 5-7, 4-6).

## Palmarès

### Titres en simple messieurs
| No | Date       | Nom et lieu du tournoi | Catégorie | Dotation    | Surface      | Finaliste      | Score    |          |
| -- | ---------- | ---------------------- | --------- | ----------- | ------------ | -------------- | -------- | -------- |
| 1  | 31-03-2025 | Țiriac Open, Bucarest  | ATP 250   | 596 035 $   | Terre (ext.) | Sebastián Báez | 6-4, 6-4 | Parcours |
| 2  | 18-05-2025 | Hamburg Open, Hambourg | ATP 500   | 2 158 560 € | Terre (ext.) | Andrey Rublev  | 6-2, 6-4 | Parcours |

### Finale en simple messieurs
| No | Date       | Nom et lieu du tournoi            | Catégorie | Dotation    | Surface    | Vainqueur       | Score         |          |
| -- | ---------- | --------------------------------- | --------- | ----------- | ---------- | --------------- | ------------- | -------- |
| 1  | 29-07-2024 | Mubadala Citi DC Open, Washington | ATP 500   | 2 100 230 $ | Dur (ext.) | Sebastian Korda | 4-6, 6-2, 6-0 | Parcours |

### Finale en double mixte
| No | Date       | Nom et lieu du tournoi | Catégorie                  | Dotation | Surface    | Vainqueurs                             | Partenaire      | Score        |          |
| -- | ---------- | ---------------------- | -------------------------- | -------- | ---------- | -------------------------------------- | --------------- | ------------ | -------- |
| 1  | 16-07-2025 | Hopman Cup XXXIII Bari | Compétition par équipe ITF | NC $     | Dur (ext.) | Bianca Andreescu Félix Auger-Aliassime | Lucia Bronzetti | 2 matchs à 1 | Parcours |

## Parcours dans les tournois duGrand Chelem

### En simple
| Année | Open d'Australie | Open d'Australie        | Internationaux de France | Internationaux de France | Wimbledon      | Wimbledon        | US Open        | US Open         |
| ----- | ---------------- | ----------------------- | ------------------------ | ------------------------ | -------------- | ---------------- | -------------- | --------------- |
| 2023  | —                | —                       | 1er tour (1/64)          | Carlos Alcaraz           | —              | —                | —              | —               |
| 2024  | 3e tour (1/16)   | Alex de Minaur          | 2e tour (1/32)           | Holger Rune              | 2e tour (1/32) | Alejandro Tabilo | 3e tour (1/16) | Daniil Medvedev |
| 2025  | 1er tour (1/64)  | Tomás Martín Etcheverry | 3e tour (1/16)           | Alexander Zverev         | 1/4 de finale  | Novak Djokovic   |                |                 |

N.B. : à droite du résultat se trouve le nom de l'ultime adversaire.

### En double messieurs
| 2024 | —                                                                                    | — | 1er tour (1/32) C. Rodríguez \|\| style="text-align:left;" \| D. Köpfer Y. Hanfmann | 1er tour (1/32) L. Sonego \|\| style="text-align:left;" \| M. McDonald B. Shelton | 2e tour (1/16) D. Stricker \|\| style="text-align:left;" \| H. Heliövaara H. Patten |  |
| 2025 | 1er tour (1/32) M. Bortolotti \|\| style="text-align:left;" \| L. Darderi D. Hidalgo | — | —                                                                                   | 1er tour (1/32) A. Bublik \|\| style="text-align:left;" \| B. Harris M. Willis    |                                                                                     |  |

N.B. : le nom du partenaire se trouve sous le résultat ; les noms des ultimes adversaires se trouvent à droite.

## Parcours dans lesMasters 1000
| Année | Indian Wells          | Miami                  | Monte-Carlo     | Madrid               | Rome                    | Canada                   | Cincinnati               | Shanghai            | Paris |
| ----- | --------------------- | ---------------------- | --------------- | -------------------- | ----------------------- | ------------------------ | ------------------------ | ------------------- | ----- |
| 2022  | —                     | —                      | —               | —                    | 1er tour J. Brooksby    | —                        | —                        | n.o.                | —     |
| 2023  | —                     | —                      | —               | —                    | 1er tour A. Rinderknech | —                        | —                        | —                   | —     |
| 2024  | 1er tour R. Carballés | 2e tour C. Norrie      | —               | 3e tour K. Khachanov | 2e tour S. Korda        | 2e tour A. Rinderknech   | 1/8 de finale H. Hurkacz | 3e tour N. Djokovic | —     |
| 2025  | 1er tour C. Smith     | 1er tour T. A. Tirante | 2e tour A. Fils | 3e tour B. Nakashima | 1er tour L. Nardi       | 1/8 de finale B. Shelton | 2e tour T. Atmane        |                     |       |

N.B. : sous le résultat se trouve le nom de l’ultime adversaire.

## Victoires sur le top 10
Toutes ses victoires sur des joueurs classés dans le top 10 de l'ATP lors de la rencontre.
| Légende      |
| Grand Chelem |
| Masters 1000 |
| ATP 500      |
| ATP 250      |
| Coupe Davis  |

| # | F.C.  | Tournoi | Année | Surface      | Adversaire  | Rang | Tour | Score        |
| - | ----- | ------- | ----- | ------------ | ----------- | ---- | ---- | ------------ |
| 1 | no 36 | Madrid  | 2025  | Terre battue | Holger Rune | no 9 | 1/32 | 6-2, 0-0 ab. |

## Classements ATP en fin de saison
| Année          | 2019 | 2020 | 2021 | 2022 | 2023 | 2024 |
| Rang en simple | 908  | 906  | 214  | 173  | 101  | 32   |
| Rang en double | 1435 | 549  | 403  | 788  | 441  | 251  |

Source : (en) Classements de Flavio Cobolli sur le site officiel de la Fédération internationale de tennis